# 扎博洛蒂夫齊

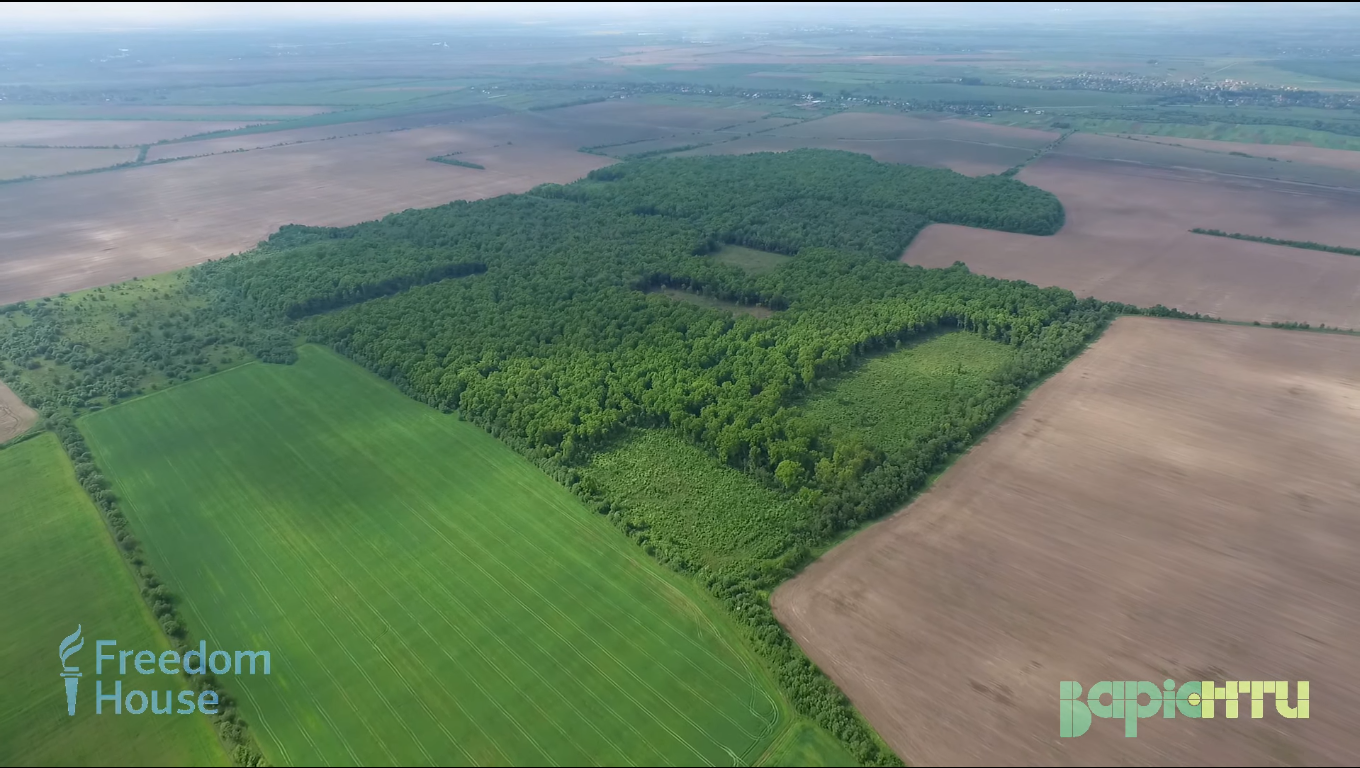

扎博洛蒂夫齊（羅馬化：Zabolotivtsi）是烏克蘭西部利維夫州斯特雷區日達奇夫市鎮的村莊。該村面積1.53平方公里，海拔高度252米，2001年人口733，人口密度每平方公里479.4人，當中729人母語為烏克蘭語（佔比約99.5%），其餘4人母語為俄語。